# Instituto Max Planck para estructura y dinámica de la materia
El Instituto Max-Planck para Estructura y Dinámica de la Materia (en alemán: Max-Planck-Institut für Struktur und Dynamik der Materie, o MPSD) es un centro no universitario de investigación perteneciente a la Sociedad Max Planck (MPG), que es la institución con más premios Nobel de la historia. Tiene su sede en el barrio de Bahrenfeld de Hamburgo, en el campus en que se encuentra el llamado Sincrotrón Alemán de Electrones (DESY). El instituto lleva a cabo investigación científica básica en física y química, prestando especial atención a procesos físicos y reacciones químicas que se desarrollan en escalas de tiempo muy pequeñas. Estos fenómenos pueden ser estudiados con métodos de espectroscopía de tiempo ultracorto usando generadores de pulsos de radiación electromagnética, como los Láseres de Electrones Libres (FLASH) y los XFEL, disponibles en las proximidades del instituto.
El instituto surgió de un grupo de investigación previamente existente. Dicho grupo pertenecía a la MPG y tenía su sede en la Universidad de Hamburgo. La resolución para la fundación de un instituto autónomo con cinco departamentos fue conocida en el año 2012. El instituto fue fundado oficialmente el uno de enero de 2014, consistiendo en un primer momento en dos departamentos, Dinámica de la Materia Condensada, bajo la dirección del director fundador del instituto, Andrea Cavalleri, y Dinámica en Soluciones Atómicas, dirigida por R. J. Dwayne Miller. El uno de noviembre de 2014 se añadió la sección de Teoría, dirigida por el físico español Ángel Rubio Secades, que con esto se convirtió en el tercer español en la historia en ser nombrado director de un instituto perteneciente a la Max Planck Gesellschaft (tras Manuel Cardona Castro y Juan Ignacio Cirac Sasturain).